# Andronowo (obwód pskowski)
Andronowo (ros. Андроново) – wieś (dieriewnia) w Rosji, w obwodzie pskowskim, w rejonie kunjińskim. W 2010 liczyła 44 mieszkańców.